# 坦尚尼亞先令
坦尚尼亞先令是坦尚尼亞的流通貨幣。貨幣編號TZS。但在坦尚尼亞，美元也被廣泛使用。輔幣單位為分，1先令=100分。

## 流通中的貨幣

### 紙幣

#### 1997年
- 500 先令
  - 正面：坦桑尼亚国徽、长颈鹿、斑馬
  - 背面：收成丁香、烏呼魯火炬
- 1,000 先令（1997年）
  - 正面：坦桑尼亚国徽、长颈鹿、非洲象
  - 背面：煤礦、桑吉巴人民銀行
- 1,000 先令（2000年）

坦尚尼亞在1997年發行的五款紙幣，包括兩種樣式的 1,000 先令紙幣。

  - 正面：坦桑尼亚国徽、朱利叶斯·尼雷尔、非洲象
  - 背面：煤礦、桑吉巴人民銀行
- 5,000 先令
  - 正面：坦桑尼亚国徽、长颈鹿、犀牛
  - 背面：长颈鹿、乞力马扎罗山
- 10,000 先令
  - 正面：坦桑尼亚国徽、長頸鹿、獅子
  - 背面：坦桑尼亚银行、奇蹟之屋

#### 2003年

坦尚尼亞在2003年發行的五款紙幣。

- 500 先令
  - 正面：非洲水牛
  - 背面：恩克魯瑪大廳、达累斯萨拉姆大学
- 1,000 先令
  - 正面：朱利叶斯·尼雷尔
  - 背面：州議會大廈、达累斯萨拉姆
- 2,000 先令
  - 正面：狮子、乞力马扎罗山
  - 背面：古堡、桑給巴爾的桑给巴尔石头城
- 5,000 先令
  - 正面：黑犀牛
  - 背面：蓋塔的金礦、桑給巴爾的奇蹟之屋
- 10,000 先令
  - 正面：大象
  - 背面：坦桑尼亚银行

#### 2011年
- 500 先令
  - 正面：
  - 背面：
- 1,000 先令
  - 正面：
  - 背面：
- 2,000 先令
  - 正面：
  - 背面：
- 5,000 先令
  - 正面：
  - 背面：
- 10,000 先令
  - 正面：
  - 背面：

## 外部連結
- 唐的世界硬币画廊：Tanzania
- 罗恩·怀斯的世界纸币：Tanzania 镜像网站
- 现代金融系统表格－库尔特·舒勒制作：Tanzania 镜像网站
- 环球货币历史：Tanzania
- 《环球金融资料》货币历史表格（ 微软试算表格式）